# Kawasaki 250 S1 Mach I
La Kawasaki 250 S1 Mach I est une moto de 250 cm3, fabriquée et commercialisée par Kawasaki de 1972 à 1975.

## Histoire
Presque un an après la 350 S2, Kawasaki commercialise la 250 S1 en France, en mai 1972. Ce modèle rompt avec la génération précédente de 250, la A1 Samurai commercialisée de 1967 à 1971, à tout point de vue : esthétique et surtout moteur.
En effet, la ligne de la machine est résolument moderne (elle reprend les lignes de la 350 S2 et de la 750 H2) et le moteur reprend l'architecture de la machine phare de Kawasaki, la 500 H1, un tricylindre deux temps.
La 250 S1 partage un nombre de pièces important avec la 350 S2. Elles sont cependant facilement identifiables. La 250 S1 est livrée initialement dans une robe blanche et les cylindres de son moteur ne possèdent que six ailettes de refroidissement (contre sept pour la 350 en robe rouge). Le moteur est quasiment indestructible (dimensionné pour supporter la puissance du 350). S'il est aussi rageur que celui de ces grandes sœurs, il reste parfaitement maitrisable, même pour un débutant. Il y avait toutefois, pour améliorer la tenue de cap, un support de guidon séparé et un amortisseur de direction à friction.
Compte tenu de la puissance moindre (32 ch au lieu de 45 pour la 350), le cadre et le freinage sont largement dimensionnés. La 250 conservera d'ailleurs tout le long de sa carrière son frein avant à double came (il faudra attendre l'apparition de la 250 KH équipée d'un frein à disque).
En 1973, la S1A remplace la S1. Elle reprend les évolutions de la 350 S2A à l'exception du frein avant qui reste à tambour.
En 1974, la S1B reprend les lignes de la remplaçante de la 350 S2, la 400 S3 dont l'ultime refonte sera la 400 KH de 1976.
En 1975, la S1C suit les évolutions esthétiques de sa grande sœur.
L'année 1975 marque également la fin de la carrière de cette machine, victime de la crise pétrolière, elle est remplacée en 1976 par la 250 KH.